# Gerhard Doderer
Gerhard Otto Doderer, né à Kitzingen le 25 mars 1944, est un organiste, musicologue et professeur de musique classique allemand installé au Portugal. 

## Biographie
Gerhard Doderer naît le 25 mars 1944 à Kitzingen, en Franconie, alors en République fédérale d'Allemagne.
Il effectue ses études musicales à Wurtzbourg en 1969, et il est diplômé en musique au Conservatoire de la même ville, en 1970 ; en parallèle, il suit le cours de théorie musicale à l'université de Wurtzbourg, où il obtient son doctorat en 1973. Bénéficiaire d'une bourse  de la Fondation Gulbenkian, il se spécialise dans la musique ibérique de la Renaissance et du baroque.
Entre 1973 et 1975, il occupe les postes d'organologie et d'orgue au Conservatoire national de Lisbonne. De 1975 à 1981, il enseigne à l'École supérieure de musique de Wurtzbourg (de), un institut qu'il dirige en 1978. De 1982 à 2008, Gerhard Doderer enseigne à l'Université nouvelle de Lisbonne en tant que professeur titulaire au Département des sciences musicales. Il collabore avec la faculté de lettres de l'université de Coimbra entre 1987 et 1999, et avec l'université du Minho entre 1994 et 2000.
Parmi ses nombreuses publications figurent des œuvres consacrées aux instruments à claviers : clavecins, clavicordes, piano-fortes et épinettes portugais du XVIIIe siècle, ainsi que la réédition de plusieurs dizaines de cantates de chambre, témoins jusque-là inconnus de la musique de palais au Portugal dans les années 1720-1730.
Ses récitals d'orgue et les cours et séminaires dans le cadre des sciences musicales qu'il a dirigés, à la fois dans les pays européens et extra-européens, se concentrent généralement sur des thèmes liés aux instruments et compositeurs ibériques des XVIe, XVIIe et XVIIIe siècles.

## Publications (sélection)
- Organa Hispanica: Iberiche Musik des 16., 17. und 18. Jahrunderts fur Tasteninstrumente, Heidelberg, Süddentscher Musikverlag, 1971-1984, 9 Volumes.
- Clavicórdios portugueses do século dezoito, Lisbonne, Fondation Calouste-Gulbenkian, 1971.
- Otto pezzi per strumenti a tastiera di compositori della scuola di Bernardo Pasquini, Milan, Suivini Zerboni, 1973.
- Johann Christian Bach: Sonata in do maggiore per due organi, Milan, Suvini Zerboni, 1973.
- Obras Selectas para Órgão: MS 964 da Biblioteca Pública de Braga, Lisbonne, Fondation Calouste-Gulbenkian, 1974.
- Instrumentos de tecla portugueses no século XVIII, Braga, tiré à part de la revue Bracara Augusta n.º 28, 1974.
- Fabrizio Fontana: Ricercari per organo 1677, Milan, Suvini Zerboni, 1976.
- Ausgewählte Orgelwerke: Juan Cabanilles, Heidelberg, Willy Müller, 2 volumes, 1977.
- Orgelmusik und Orgelbau im Portugal des 17. Jahrhunderts, Tutzung, Verlegt bei Hans Schneider, 1978.
- Obras Selectas: João Rodrigues Esteves (séc. XVIII), avec Cremilde Rosado Fernandes, Lisbonne, Fondation Calouste-Gulbenkian, 1980.
- 12 sonatas para cravo: (Lisboa, ca. 1770): Francisco Xavier Baptista, Lisbonne, Fondation Calouste-Gulbenkian, 1981.
- Klaviersonaten op. 18: João Domingos Bomtempo, Heidlberg, Willy Müller-Suddeutscher Musikverlag, 1982.
- Modinhas luso-brasileiras, Lisbonne, Fondation Calouste-Gulbenkian, 1984.
- Manuel Rodrigues Coelho: Flores de Música (1620): Ausgewählte für orgel, Leutkirch, Pro Organo, 1986.
- Libro di tocate per cembalo: Faksimile-Nachdruck: Domenico Scarlatti, Lisbonne, Instituto Nacional de Investigação Científica, 1991.
- A Música Portuguesa na Época dos Descobrimentos, Coimbra, tiré à part de Revista da Universidade de Coimbra, n.º 36, 1991.
- Os Órgãos da Sé Catedral de Braga, The Organs of Braga Cathedral, photographies de Victor Figueiredo, Lisbonne, [accompagne un CD], 1992.
- Comemorações Seixas - Bomtempo, Secretaria de Estado da Cultura, avec João Pedro d'Alvarenga, Lisbonne, Direcção Geral dos Espectáculos e das Artes, 1992.
- Vox Humana: Internacional Organ Music: Spain, BA 8233, Barenreiter, 1997.
- Vox Humana: Internacional Organ Music: Portugal, BA 8235, Barenreiter, 1997.
- Cantatas Humanas a Solo: Jayme de la Té y Sagáu, Lisbonne, Fondation Calouste-Gulbenkian, Serviço de Música, 1999.
- Sonate da Cimbalo di Piano e Forte: Lodovico Giustini di Pistoia, Rio de Janeiro, Academia Brasileira de Música, 2002.
- Sei Sonate per Cembalo: Alberto José Gomes da Silva, Scala Aretina, ediciones musicales, España, 2003.
- avec John Henry van der Meer, Cordofones de tecla les portugais ne séc XVIII: clavicórdios, cravos, pianofortes e espinetas / instruments à cordes à clavier portugais du XVIIIe siècle : clavicordes, clavecins, fortepianos et épinettes (édition bilingue), Lisbonne, Fondation Calouste-Gulbenkian, 2005
- Órgãos das Igrejas da Madeira, avec Dinarte Machado et Alda Pereira, photographie de Roberto Pereira, Funchal, DRAC, 2009.
- Antonio de Cabezón: Ausgewählte Werke für Tasteninstrumente, Selected works for keyboard, co-auteur avec Miguel Bernal Ripoll, Kassel [etc.], Bärenreiter, 4 volumes, 2011.
- Inventário dos Órgãos dos Açores, avec Dinarte Machado, Presidência do Governo Regional Direcção Regional da Cultura, Angra do Heroismo, Presidência do Governo Regional dos Açores, Direcção Regional da Cultura, 2012.
- Juan Cabanilles: Ausgewählte Orgelwerke, co-auteur avec Miguel Bernal Ripoll, Kassel [etc.], Bärenreiter, 2 volumes, 2017.

## Discographie
- Os Madrigalistas do Conservatório Nacional de Lisboa, EMI-Valentim de Carvalho, 1976, LP.
- Música Vocal e Música de Órgão dos Séculos XVI, XVII e XVIII, EMI-Valentim de Carvalho, 1976, LP.
- O Órgão da Capela da Universidade de Coimbra, EMI-Valentim de Carvalho, 1977, LP.
- Carlos Seixas: Sonatas para Órgão, EMI-Valentim de Carvalho, 1981, LP.
- Música na Côrte de D. João V, Portugal, Som, 1990, CD.
- Capela Lusitana: Música Sacra Portuguesa do Século XVIII, JSOM, 1990, CD.
- Órgãos dos Açores, Numérica, 1994, CD.
- Os Órgãos da Sé Catedral de Braga, Numérica, 1994, CD.